# ایمپریال هتل
ایمپریال هتل (انگلیسی: Imperial Hotel) شرکت مهمان‌نوازی ژاپنی است، که در سال ۱۸۸۷ تأسیس شد.